# Maureen Koech
Maureen Koech (sinh ngày 21 tháng 5 năm 1989) là một nữ diễn viên, nhạc sĩ và ca sĩ người Kenya. Cô đã được công chúng chú ý với vai diễn của mình trong phim Lies that Bind.

## Đầu đời
Maureen Koech sinh ngày 21 tháng 5 năm 1989. Lớn lên ở Nairobi, cô đến trường trung học Nakuru để học trung học. Sau đó, cô gia nhập Đại học Strathmore từ năm 2009-2013, nơi cô theo học Cử nhân Kinh doanh Thông tin và Công nghệ (BBIT) và sau đó quyết định tham gia vào diễn xuất.

## Nghề nghiệp

### Sự nghiệp diễn xuất

#### Khởi đầu sự nghiệp sớm; Đại học Strathmore, Thay đổi thời gian
Maureen bắt đầu sự nghiệp diễn xuất của mình trong các buổi biểu diễn sân khấu tại Alliance Française. Xuất hiện trong một số sản phẩm kịch nghệ, cô đóng vai chính trong Lies that Bind, một loạt phim truyền hình Kenya đã giành giải thưởng cho loạt phim truyền hình hay nhất tại giải thưởng phim và truyền hình Kalasha 2012. Sau khi gia nhập Đại học Strathmore năm 2009, cô tham gia Trường Kịch nghệ Strathmore (DRAMSCO), nơi cô tham gia các hoạt động kịch nghệ. Cô xuất hiện lần đầu tiên trong loạt phim truyền hình của trường Change Times vào năm 2010, nơi cô đóng vai Shiks. Cô đã làm việc với những diễn viênIan Mugoya, Nice Githinji, Kevin Ndege và phần còn lại của dàn diễn viên.

#### 2011-2014; Lies that Bind
Trong năm 2011, cô đã thử giọng tại Nhà hát Quốc gia Kenya và được chọn là một trong những diễn viên chính của vở opera xà phòng đoạt giải Lies that Bind. Cô đóng vai Patricia, một cô gái trẻ sôi nổi đang trong quá trình tái khám phá bản thân mình. Nhờ màn trình diễn tuyệt vời của cô trong vở diễn, cô đã được trao giải cho Nữ diễn viên phụ xuất sắc nhất trong giải thưởng African Magic Viewers Choice Awards năm 2013. Năm 2014, cô xuất hiện trong một bộ phim ngắn, Sticking Ribbons.